# شبکه گوناز
شبکه گوناز (به ترکی استانبولی: Günaz TV)، شبکه تلویزیون ماهواره‌ای در سال ۲۰۰۵ توسط احمد اوبالی تأسیس شد. این شبکه که به زبان ترکی آذربایجانی به صورت ۲۴ ساعته از شیکاگو برنامه پخش می‌کند این شبکه از بدو تأسیس فراز و نشیب‌های بسیاری را تجربه کرده و سابقه پخش از چندین ماهوارهٔ مختلف را دارد. این شبکه روزانه فقط ۸ ساعت پخش زنده دارد.

## نام
گوناز (به ترکی آذربایجانی: Günaz) مختصر شدهٔ گونئی آذربایجان (به ترکی آذربایجانی: Güney Azərbaycan) به معنای آذربایجان جنوبی است.

## نقش گوناز در حوادث سال ۸۵
در اعتراضات سال ۱۳۸۵، شبکهٔ گوناز اقدام به تشویق مردم در جهت اعتراضات مدنی  کرد.

## گوناز در ترکست
پس از جریانات سال ۸۵ در ۱۴ آوریل ۲۰۰۶ طی مذاکراتی که مقامات ایرانی با مقامات ترکیه به انجام رسانید و با توجه به اینکه ایران با ترکیه علاوه بر مبادلات اقتصادی قراردادهای امنیتی نیز دارند طرف ایرانی توانست آنها را وادار به قطع پخش این شبکه از ماهواره ترکست کند.

## دیدگاه مخالفان و موافقان
شبکه گوناز در کنار برنامه‌های فرهنگی خود برنامه‌های سیاسی نیز پخش می‌کند که بینندگان موافق و مخالف دارد.

## مصدومیت اوبالی
احمد اوبالی، صاحب شبکه ماهواره‌‌ای گوناز در 20 مه 2023 میلادی، به دلیل ضرب و شتم توسط پسرش، دنیز اوبالی، در بیمارستان بستری شد. پسرش در زندان اصلی سانتا کلارا کاونتی محبوس شد. پان‌ترک ها به دروغ، مدعی دخالت وزارت اطلاعات ایران یا ارمنی‌‌ها برای مجروح شدن اوبالی شده بودند.